# Tony Sampson
Tony Sampson (Surrey, 18 agosto 1978) è un doppiatore canadese, ricordato soprattutto per aver doppiato Eddy in Ed, Edd & Eddy. Ha abbandonato il doppiaggio per diventare un musicista.

## Doppiaggio
- Tori Avalon in Cardcaptors e Cardcaptors: The Movie
- Eddy in Ed, Edd & Eddy
- Febe in El Tigre: The Adventures of Manny Rivera
- Miguel Aiman in Gundam Seed
- Ryu Gil in Infinite Ryvius
- Seikai's Disciple in Inuyasha
- Dex Oyama in Megaman NT Warrior
- Electricity in Mucha Lucha
- Teddy in My Little Pony Tales
- Jinpachi Ogura/Gyokuran in Please Save My Earth
- Genji Heita in Ranma ½
- Fred in Transformers: Armada
- Brock in What About Mimi?
- Berserker in X-Men: Evolution